# Svetovni pokal v smučarskih poletih 1992
Svetovni pokal v smučarskih poletih 1992 je bila druga uradna sezona svetovnega pokala v smučarskih poletih nagrajena z malim globusom kot del iste sezone svetovnega pokala v smučarskih skokih.

## Koledar

### Moški
| Št. | Sezona | Datum           | Kraj       | Letalnica                         | Vel. | Zmagovalec      | Drugi              | Tretji             | Rumena majica   | Ref.        |
| --- | ------ | --------------- | ---------- | --------------------------------- | ---- | --------------- | ------------------ | ------------------ | --------------- | ----------- |
| 22  | 1      | 25. januar 1992 | Oberstdorf | Heini-Klopfer-Skiflugschanze K182 | LE   | Werner Rathmayr | Andreas Felder     | Mikael Martinsson  | Werner Rathmayr | [ 1 ]       |
| 23  | 2      | 26. januar 1992 | Oberstdorf | Heini-Klopfer-Skiflugschanze K182 | LE   | Werner Rathmayr | Andreas Felder     | Andreas Goldberger | Werner Rathmayr | [ 2 ]       |
| 24  | 3      | 21. marec 1992  | Harrachov  | Čerťák K180                       | LE   | Noriaki Kasai   | Andreas Goldberger | Roberto Cecon      | Werner Rathmayr | [ 3 ]       |
|     |        | 22. marec 1992  | Harrachov  | Čerťák K180                       | LE   | močan veter     | močan veter        | močan veter        | močan veter     | močan veter |

## Lestvica
Točkovanje je potekalo še po starem in originalnem sistemu.
| Uvr. | po 3 tekmah          | 25/01/1992 Oberstdorf | 26/01/1992 Oberstdorf | 21/03/1992 Harrachov | Skupaj |
| ---- | -------------------- | --------------------- | --------------------- | -------------------- | ------ |
| 1    | Werner Rathmayr      | 25                    | 25                    |                      | 50     |
| 2    | Andreas Goldberger   | 15                    | 11                    | 20                   | 46     |
| 3    | Andreas Felder       | 20                    | 20                    |                      | 40     |
| 4    | Tomáš Goder          | 12                    | 12                    | 12                   | 36     |
| 5    | Mikael Martinsson    | 11                    | 15                    | 8                    | 34     |
| 6    | Samo Gostiša         | 7                     | 10                    | 10                   | 27     |
| 7    | Noriaki Kasai        |                       |                       | 25                   | 25     |
| 8    | Stephan Zünd         | 10                    | 9                     |                      | 19     |
|      | Christof Duffner     | 4                     | 4                     | 11                   | 19     |
| 10   | Martin Trunz         | 8                     |                       | 10                   | 18     |
| 11   | Ralph Gebstedt       | 6                     | 8                     | 1                    | 15     |
|      | Roberto Cecon        |                       |                       | 15                   | 15     |
| 13   | Jaroslav Sakala      | 2                     | 5                     | 6                    | 13     |
| 14   | Alexander Pointner   | 5                     | 6                     |                      | 11     |
| 15   | Werner Haim          | 9                     | 1                     |                      | 10     |
| 16   | Marc Nölke           |                       | 7                     |                      | 7      |
|      | Ivan Lunardi         |                       |                       | 7                    | 7      |
| 18   | Espen Bredesen       |                       |                       | 5                    | 5      |
| 19   | František Jež        | 4                     |                       |                      | 4      |
|      | Werner Schuster      |                       | 4                     |                      | 4      |
|      | Ole Gunnar Fidjestøl |                       |                       | 4                    | 4      |
| 22   | Jiří Parma           | 1                     |                       | 2                    | 3      |
|      | Magne Johansen       |                       |                       | 3                    | 3      |
| 24   | Matjaž Zupan         |                       | 2                     |                      | 2      |

| Uvr. | po 3 tekmah   | Točke |
| ---- | ------------- | ----- |
| 1    | Avstrija      | 161   |
| 2    | Češkoslovaška | 56    |
| 3    | Nemčija       | 41    |
| 4    | Švica         | 37    |
| 5    | Švedska       | 34    |
| 6    | Slovenija     | 29    |
| 7    | Japonska      | 25    |
| 8    | Italija       | 22    |
| 9    | Norveška      | 12    |